# تیم ملی فوتبال زیر ۲۰ سال استرالیا
تیم ملی فوتبال زیر ۲۰ سال استرالیا که در زبان عامیانه با نام Young Socceroos شناخته می‌شود، نماینده استرالیا در فوتبال بین‌المللی زیر ۲۰ سال است. این تیم از زمان خروج از کنفدراسیون فوتبال اقیانوسیه (OFC) در سال ۲۰۰۶ توسط هیئت حاکمه فوتبال در استرالیا، فدراسیون فوتبال استرالیا (FA)، که در حال حاضر عضو کنفدراسیون فوتبال آسیا (AFC) و فدراسیون فوتبال جنوب شرق آسیا (AFF) است، کنترل می‌شود. نام مستعار رسمی این تیم Young Socceroos است.
استرالیا دوازده بار قهرمان OFC و پنج بار قهرمان AFF شده است. این تیم پانزده بار به عنوان نماینده استرالیا در مسابقات جام جهانی فوتبال زیر ۲۰ سال حضور داشته است که بهترین نتیجه آنها کسب مقام چهارم در سال‌های ۱۹۹۱ و ۱۹۹۳ بوده است.

### مسابقات فوتبال زیر ۲۰ سال آسیا
برنده شد
کشیده شده است
گمشده
اهداف برای
گل‌های مقابل

| رکورد مسابقات فوتبال زیر ۲۰ سال آسیا | رکورد مسابقات فوتبال زیر ۲۰ سال آسیا | رکورد مسابقات فوتبال زیر ۲۰ سال آسیا | رکورد مسابقات فوتبال زیر ۲۰ سال آسیا | رکورد مسابقات فوتبال زیر ۲۰ سال آسیا | رکورد مسابقات فوتبال زیر ۲۰ سال آسیا | رکورد مسابقات فوتبال زیر ۲۰ سال آسیا | رکورد مسابقات فوتبال زیر ۲۰ سال آسیا | رکورد مسابقات فوتبال زیر ۲۰ سال آسیا |
| سال                                  | نتیجه                                | جایگاه                               | Pld                                  | W                                    | D                                    | L                                    | GF                                   | GA                                   |
| ------------------------------------ | ------------------------------------ | ------------------------------------ | ------------------------------------ | ------------------------------------ | ------------------------------------ | ------------------------------------ | ------------------------------------ | ------------------------------------ |
| ۲۰۰۶                                 | یک چهارم نهایی                       | 8th                                  | ۴                                    | ۲                                    | ۰                                    | ۲                                    | ۶                                    | ۴                                    |
| ۲۰۰۸                                 | نیمه نهایی                           | 3rd                                  | ۵                                    | ۳                                    | ۱                                    | ۱                                    | ۶                                    | ۶                                    |
| ۲۰۱۰                                 | نایب قهرمان                          | 2nd                                  | ۶                                    | ۴                                    | ۱                                    | ۱                                    | ۱۵                                   | ۶                                    |
| ۲۰۱۲                                 | نیمه نهایی                           | 4th                                  | ۵                                    | ۲                                    | ۲                                    | ۱                                    | ۶                                    | ۴                                    |
| ۲۰۱۴                                 | مرحله گروهی                          | 9th                                  | ۳                                    | ۱                                    | ۲                                    | ۰                                    | ۳                                    | ۲                                    |
| ۲۰۱۶                                 | مرحله گروهی                          | 11th                                 | ۳                                    | ۱                                    | ۱                                    | ۱                                    | ۳                                    | ۳                                    |
| ۲۰۱۸                                 | یک چهارم نهایی                       | 6th                                  | ۴                                    | ۱                                    | ۲                                    | ۱                                    | ۵                                    | ۶                                    |
| ۲۰۲۰                                 | مسابقه لغو شد                        | مسابقه لغو شد                        | مسابقه لغو شد                        | مسابقه لغو شد                        | مسابقه لغو شد                        | مسابقه لغو شد                        | مسابقه لغو شد                        | مسابقه لغو شد                        |
| ۲۰۲۳                                 | یک چهارم نهایی                       | 5th                                  | ۴                                    | ۲                                    | ۱                                    | ۱                                    | ۱۳                                   | ۵                                    |
| ۲۰۲۵                                 | در حال برگذاری                       | در حال برگذاری                       | در حال برگذاری                       | در حال برگذاری                       | در حال برگذاری                       | در حال برگذاری                       | در حال برگذاری                       | در حال برگذاری                       |
| مجموع                                | ۹/۹                                  | ۰ عنوان‌ها                            | ۳۴                                   | ۱۶                                   | ۱۰                                   | ۸                                    | ۵۷                                   | ۳۶                                   |